# 26-см міномет М.17
26-см міномет М.17 (нім. 26-cm-Minenwerfer M 17) — був важким мінометом Збройних сил Австро-Угорщини періоду 1-ї світової війни.
Фірма «Шкода» надала два варіанти 26-см міномета — з непорушно закріпленим на рухомій основі дулом і з системою гідро-пневматичного гальма. Через значно меншу вартість, простоту було обрано перший варіант. Дуло було встановлено на масивній плиті, яка сприймала відбій при пострілі. Випуск мінометів розпочали 1918 року, виготовивши близько 300 екземплярів. При транспортуванні 1,5 т міномет розбирали на 4 частини.
Після завершення війни 25 мінометів було на озброєнні війська Чехословаччини, до 40 Угорщини.

## Джерело
- Ortner, M. Christian. The Austro-Hungarian Artillery From 1867 to 1918: Technology, Organization, and Tactics. Vienna, Verlag Militaria, 2007 ISBN 978-3-902526-13-7